# USS Forrestal (CV-59)
El USS Forrestal (CV-59) fue un portaaviones de la Armada de los Estados Unidos. Da nombre a su clase, compuesta por cuatro portaaviones. Recibió el nombre del secretario de la Armada James Forrestal. Los otros portaaviones de su clase fueron el USS Saratoga, el USS Ranger y el USS Independence. 
El barco era apodado cariñosamente The FID, porque James Forrestal fue el primer Secretario de Defensa, FID por First In Defense. Este es también el lema de las insignias de la nave. También fue conocido de manera informal en la flota como el Zippo, Forrest Fire o Firestal a causa de una serie de incendios a bordo, sobre todo un incidente el 29 de julio de 1967 en el que 134 marineros murieron y 64 resultaron heridos.
El USS Forrestal fue botado el 11 de diciembre de 1954 en los astilleros Newport News Shipbuilding en Newport News, Virginia. Actuó como madrina Josefina Forrestal, viuda del secretario Forrestal, y entró en servicio el 1 de octubre de 1955, siendo su primer comandante el capitán R. L. Johnson.
El USS Forrestal fue el primer portaaviones estadounidense construido con una cubierta de vuelo en ángulo, catapultas de vapor, y la colocación de luces en la cubierta para facilitar los aterrizajes.
Fue dado de baja en 1993 y desguazado en 2015.

## Historia

### Razón del Nombre
Fue bautizado en honor de James Forrestal,  secretario de la Armada que fue nombrado primer secretario de Defensa de EE. UU. El Departamento de Defensa centralizó tras la Segunda Guerra Mundial los diferentes departamentos que existían hasta entonces. Forrestal dimitió del cargo tras tensas discusiones con Ejército y Fuerza Aérea y se suicidó en 1949. Forrestal era un firme partidario de los grupos de batalla naval centrados en los portaaviones. Las disputas con Truman respecto a la URSS y su oposición al establecimiento del Estado de Israel, ocasionaron su dimisión. 
El buque se conoció también como FID, ya que Forrestal fue 'First In Defence.

### Historial operativo
El USS Forrestal fue botado en 1954. En su construcción se calcula que participaron 16.000 trabajadores y su precio fue de 217 millones de dólares (2.000 millones de dólares actuales). Fue un hito al ser el primer súperportaaviones moderno y crear el diseño básico seguido por sus sucesores. La aparición de estos portaaviones supuso un problema a la Unión Soviética , dado que podían atacar desde varias direcciones y de modo coordinado con los bombarderos de la USAF y la RAF, dificultando la defensa. 

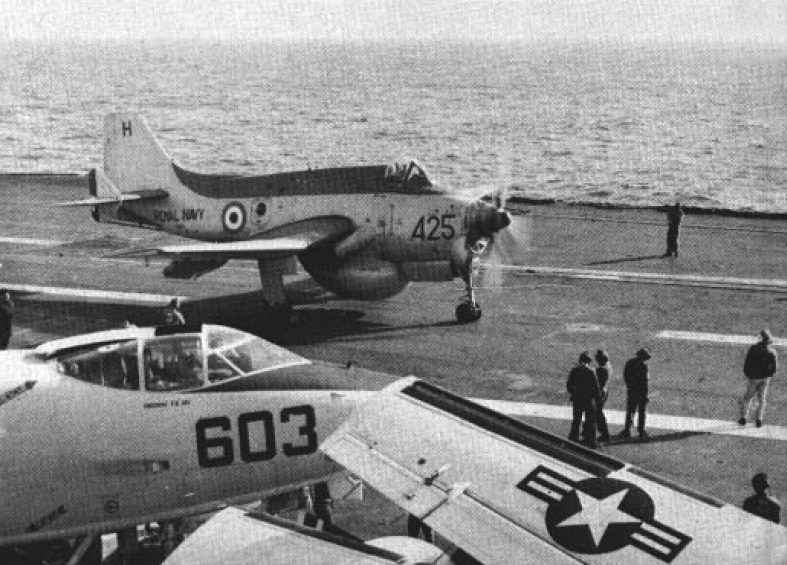
Un Fairey Gannet del 849 Naval Air Squadron de la Royal Navy en la cubierta del Forrestal en 1962.

La US Navy había experimentado en 1952 la cubierta de vuelo angulada en el USS Antietam(CV-36). El USS Forrestal la incluyó desde el primer momento, lo que le daba la capacidad de lanzar aviones y permitir aterrizajes simultáneamente gracias a la cubierta oblicua.
En noviembre de 1956 zarpó de Mayport para realizar su primer crucero. navegó por el Atlántico, pero debido a la crisis de Suez estaba preparado para pasar al Mediterráneo si era requerido. Durante varios cruceros posteriores navegaría por Atlántico y Mediterráneo. Las operaciones de intercambio con portaviones de la Royal Navy eran frecuentes. En 1967 fue destacado a Vietnam para volver de nuevo al Atlántico y Mediterráneo en 1969.
La US Navy pensó que aviones mayores podían resolver las necesidades logísticas de los portaaviones, así que además del Grumman C-1 Tracker se pensó en probar si los Lockheed C-130 Hercules podían también realizar misiones de aprovisionamiento. Aunque costó el Jefe de Operaciones Navales dio el visto bueno a realizar la prueba. El 30 de octubre de 1963 cuando el portaaviones USS Forrestal navegaba a más de 500 millas de la costa de Massachusetts tuvo lugar el ensayo. A lo largo del día se realizaron 29 tomas touch and go``, 21 aterrizajes sin cables de frenado y 21 despegues no asistidos por catapulta desde el USS Forrestal.

### Incendio de 1967

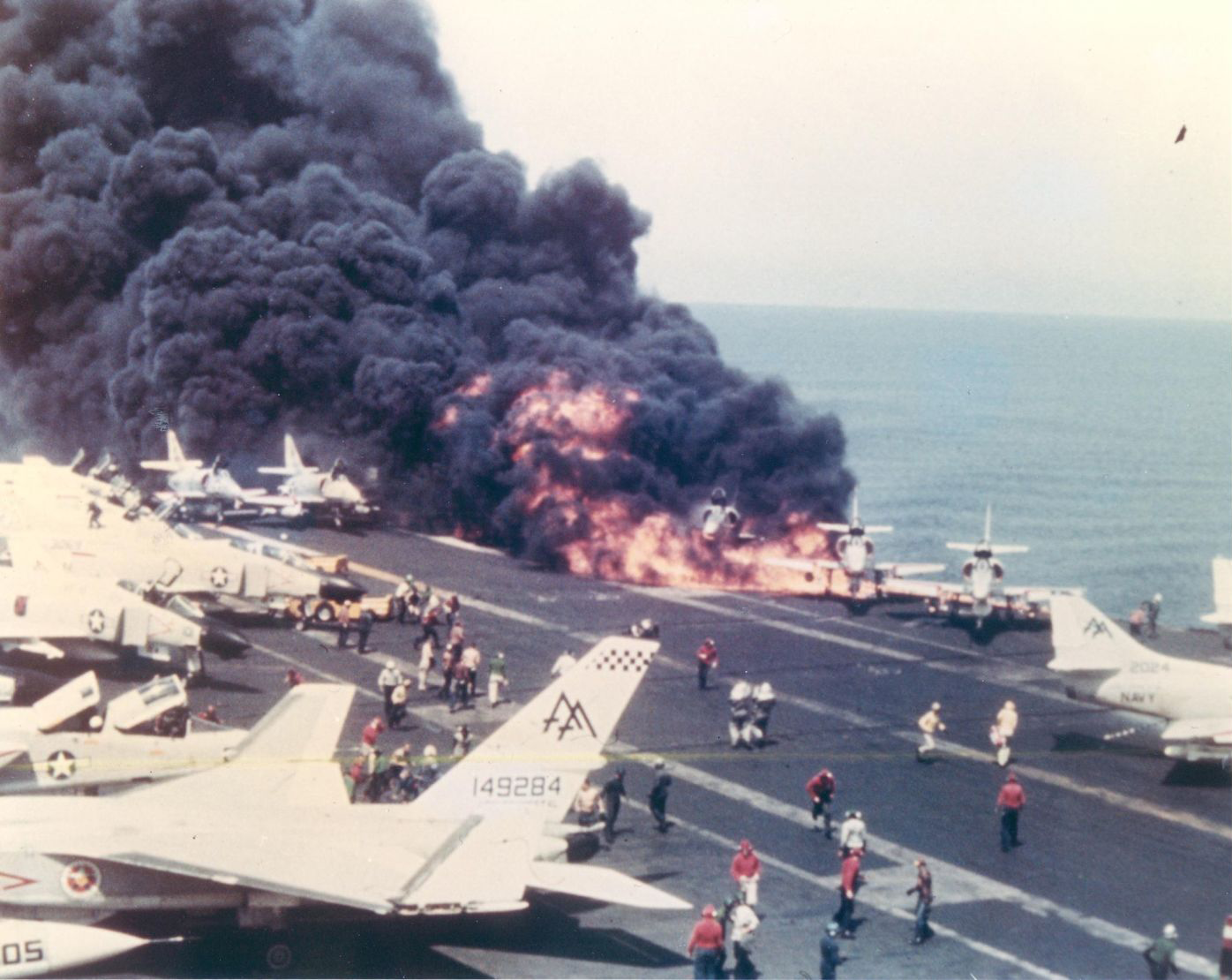
En los primeros momentos del desastre, un A-4 Skyhawk arde inmediatamente después de que su tanque de combustible fuera roto por un cohete Zuni.

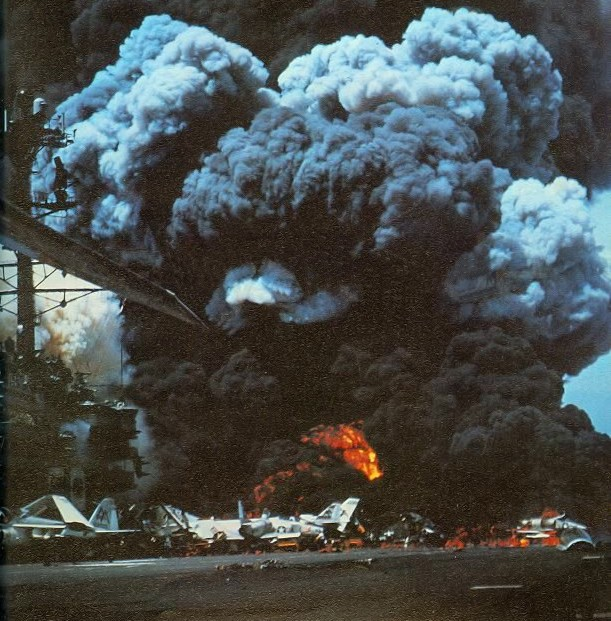
Una bomba explota en la cubierta de popa del Forrestal. En el accidente murieron 134 marineros.

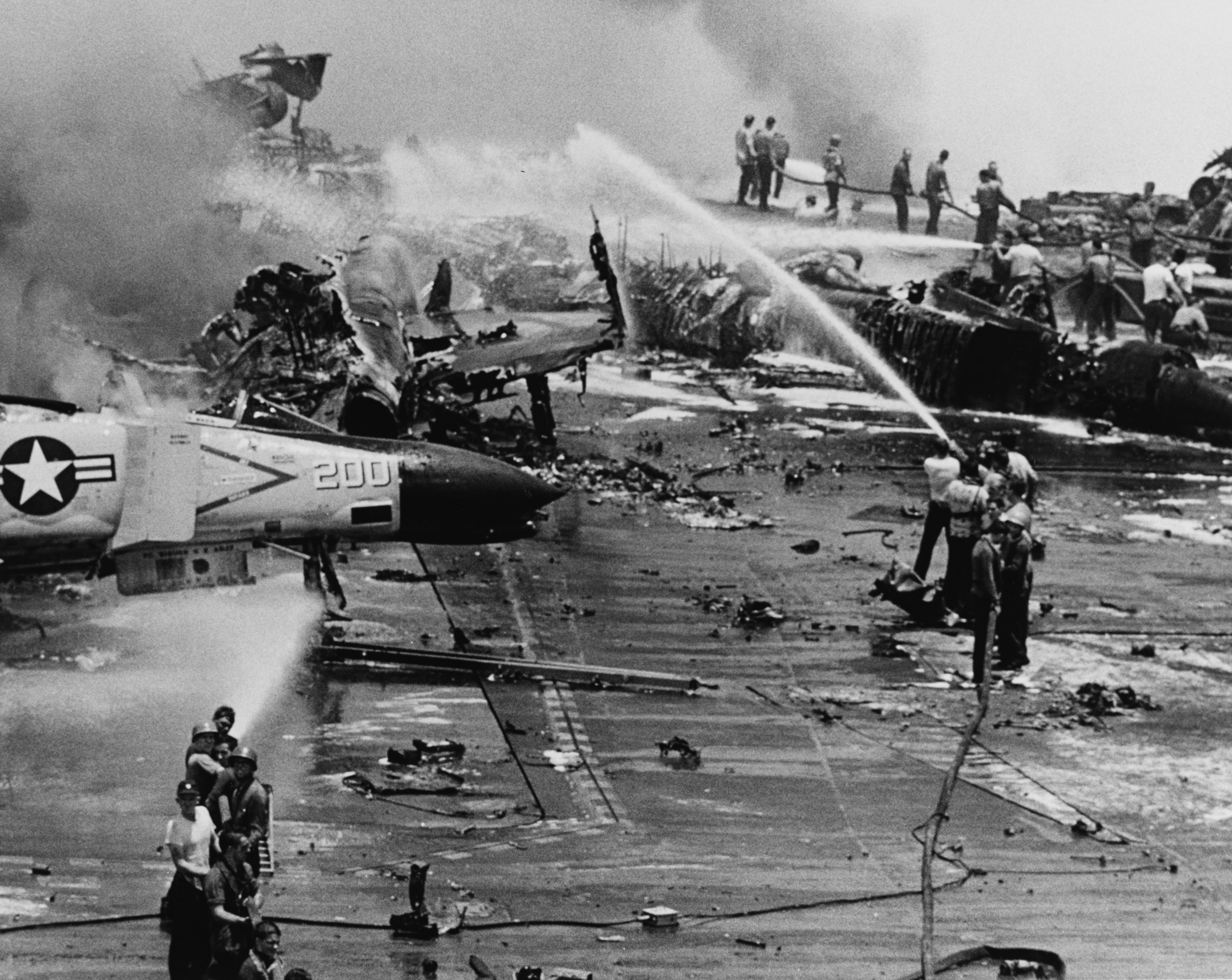
Las explosiones iniciales mataron o hirieron gravemente a la mayoría de los equipos especialmente entrenados de control de daños y extinción de incendios del barco, lo que obligó al resto de la tripulación a intervenir y combatir los incendios posteriores.

A lo largo de su vida operativa el USS Forrestal tuvo varios incidentes, y se le conoció de manera informal como Zippo, Forrest Fire o Firestal a causa de los varios episodios de incendios a bordo. Durante una rotación para tomar parte en la guerra de Vietnam, el 29 de julio de 1967, tuvo lugar el peor incidente en el cual 134 marineros murieron y 64 resultaron heridos.
Mientras se preparaba para la segunda salida del día un F-4B Phantom  pilotado por el Capitán de Corbeta James-E Bangert se encontraba armado y listo para salir, al cambiar de energía externa a energía interna se produjo una sobretensión y un cohete no guiado Mk.32 Zuni se disparó accidentalmente e impactó contra un A-4 Skyhawk pilotado por en Capitán de Corbeta Fred D. White  sin detonar, pero reventando su depósito de combustible e iniciando un incendio, también golpeó el A4 pilotado por el Teniente Comandante John McCain y varios aviones se encontraban en cubierta aparcados en grupo ya que estaban siendo cargados de bombas. 
El incendio hizo que varios tanques de combustible externos empezaran a explotar, añadiendo combustible y haciendo que la primera de las bombas explosionara. Esta primera bomba mató a casi todos los bomberos del destacamento de cubierta, obligando al resto de la tripulación a improvisar. El combustible ardiendo se filtró al hangar y bajo la cubierta de vuelo. para que no explotaran sus depósitos y bombas muchos aviones tuvieron que ser empujados por la borda a mano por los marineros, exponiéndose a las llamas. En total explotaron 9 bombas y 21 aviones fueron echados al mar o resultaron destruidos por la explosión. El buque fue reparado provisionalmente en Subic Bay y posteriormente es el astillero naval de Norfolk. 
La investigación oficial determinó que el pin TER-7  que tenía que haber impedido el disparo accidental estaba defectuoso y se soltó  aparte de que se descubrió que 3 componentes, el pilón CA42282, el pin de seguridad TER - 7 y el dispositivo de cortocircuito LAU- 10/A no funcionaron y el pilón CA42282 tenía un defecto de diseño y que el pin TER - 7 tenía un defecto de diseño que hacía que fuera fácil confundirlo con los pasadores de artillería usados en el AERO - 7 Sparrow Launcher, que usado por error no operaría de manera efectiva. Estuvo casi un año sin navegar. En 1972 volvió a vivir un incendio cuando estaba atracado en la base de Norfolk que requirieron tres meses de reparaciones.

## Retirado
Después de más de 37 años de servicio, Forrestal fue dado de baja el 11 de septiembre de 1993 en el Muelle 6E de Filadelfia y fue eliminado del Registro de Buques Navales el mismo día. En octubre de 2013, se anunció que el antigo Forrestal sería desechado por All Star Metals en Brownsville, Texas, a un coste de 1 centavo. Salió del Astillero Naval de Filadelfia a través de un equipo de remolcadores a las 5:00 a. m. del 4 de febrero de 2014. Llegó a All Star Metals en Brownsville el 18 de febrero de 2014 para su desguace final. Según el Registro de Buques Navales, el desguace se completó el 15 de diciembre de 2015. Su placa de popa se salvó y restauró y ahora está en manos del Museo Nacional de Aviación Naval en Pensacola, Florida.

## Comandantes delForrestal
| Nombre                      | Período                                  |
| --------------------------- | ---------------------------------------- |
| Capitán Roy L. Johnson      | 1 de octubre de 1955 - mayo de 1956      |
| Capitán William E. Ellis    | mayo de 1956 - julio de 1957             |
| Capitán Richard E. Kibbe    | julio de 1957 - julio de 1958            |
| Capitán Allen M. Shinn      | julio de 1958 - mayo de 1959             |
| Capitán Samuel R. Brown Jr. | mayo de 1959 - abril de 1960             |
| Capitán Robert Riera        | abril de 1960 - junio de 1961            |
| Capitán Donald M. White     | junio de 1961 - junio de 1962            |
| Capitán Lawrence R. Geis    | junio de 1962 - mayo de 1963             |
| Capitán Dick H. Guinn       | mayo de 1963 - marzo de 1964             |
| Capitán Michael J. Hanley   | marzo de 1964 - marzo de 1965            |
| Capitán Howard Moore        | marzo de 1965 - mayo de 1966             |
| Capitán John K. Beling      | mayo de 1966 - septiembre de 1967        |
| Capitán Robert B. Baldwin   | septiembre de 1967 - diciembre de 1968   |
| Capitán James W. Nance      | diciembre de 1968 - noviembre de 1969    |
| Capitán Charles F. Demmier  | noviembre de 1969 - noviembre de 1970    |
| Capitán Leonard A. Snead    | noviembre de 1970 - junio de 1971        |
| Capitán R. F. Schoultz      | junio de 1971 - noviembre de 1972        |
| Capitán James B. Linder     | noviembre de 1972 - mayo de 1974         |
| Capitán James H. Scott      | mayo de 1974 - agosto de 1975            |
| Capitán Joseph J. Barth Jr. | agosto de 1975 - agosto de 1977          |
| Capitán Peter B. Booth      | agosto de 1977 - marzo de 1979           |
| Capitán Edwin R. Kohn Jr.   | marzo de 1979 - agosto de 1980           |
| Capitán C. E. Armstrong Jr. | agosto de 1980 - febrero de 1982         |
| Capitán Bobby C. Lee        | febrero de 1982 - abril de 1984          |
| Capitán Daniel R. March     | abril de 1984 - diciembre de 1985        |
| Capitán Timothy W. Wright   | diciembre de 1985 - julio de 1987        |
| Capitán John A. Pieno Jr.   | julio de 1987 - febrero de 1989          |
| Capitán L. E. Thomassy Jr.  | febrero de 1989 - agosto de 1990         |
| Capitán Robert S. Cole      | agosto de 1990 - enero de 1992           |
| Capitán R. L. Johnson Jr.   | enero de 1992 - 11 de septiembre de 1993 |